# Valahol, ott a lábad előtt
A Valahol, ott a lábad előtt az Alvin és a mókusok együttes hetedik albuma. Extra: "Pont jókor" videó

## Az album dalai
1. Valaki dróton rángat
2. Valahol, ott a lábad előtt
3. Ingyenélők dala
4. Bizalom
5. Majd akkor
6. Mindjárt sírok
7. Én sem érek rá
8. Szerelmes dal
9. Kicsit
10. Fejjel a falnak
11. Kisebbségi komplexus
12. Média
13. Túl késő